# Obilje (sura)
Obilje (arabsko Al-Kawthar) je 108. sura (poglavje) v Koranu, ki jo sestavlja 3 ajatov (verzov). Je meška sura.
Med opravljanjem molitve (salata oz. namaza) pri tej suri verniki opravijo 1 ruku' (priklon).